# Россиньоль, Жан Антуан
Жан Антуан Россиньоль (фр. Jean-Antoine Rossignol; 7 ноября 1759, Париж — 27 апреля 1802, Анжуан, Коморские острова) — известный якобинец, французский генерал, один из командующих войсками республики при подавлении Вандейского мятежа.

## Биография
Родился в парижском предместье Сен-Антуан, пятым ребёнком в бедной семье посыльного, выходца из Бургундии. До 12 лет посещал школу, затем учился на ювелира. Окончив обучение, в 14 лет на полгода отправился странствовать по Франции, надеясь обрести себя и своё призвание. Россиньоль путешествовал в дилижансах и пешком, добрался до Бордо на юго-западе страны и посетил Ла-Рошель. Ничего не найдя (согласно его собственным мемуарам) вернулся в Париж, где стал работать в разных ювелирных мастерских в качестве подмастерья, но нигде не мог удержаться долго. Уволенный отовсюду, в 1775 году он записался добровольцем в армию, где прослужил солдатом восемь лет, а затем опять вернулся к ремеслу ювелира.
Когда началась революция, Жан Антуан Россиньоль находился в Париже. Позднее в своих мемуарах он написал: «12 июля 1789 года я ничего не знал о революции и ни в коей мере не подозревал о том, что конкретно следует предпринять». Однако уже 14 июля Россиньоль участвует во взятии Бастилии. Когда повстанцы сформировали роту для охраны только что занятой ими крепости, Россиньоль стал временным офицером, а 20 августа записался в Национальную гвардию Парижа. В рядах Национальной гвардии он развил кипучую революционную и пропагандистскую активность. Принимал активное участие в подготовке восстания 10 августа 1792 года. Назначенный членом повстанческой Коммуны, он вошел в состав Генерального совета и первого наблюдательного комитета.
25 августа 1792 года он получил звание капитана, 9 апреля 1793 года — подполковника. 12 апреля отправляется в Вандею воевать против восставших. Пользуется покровительством республиканского командующего в Вандее Шарля Филиппа Ронсена, назначенного на место арестованного и казнённого Армана Гонто-Бирона, герцога Лозэна. 12 июля Россиньоль становится бригадным и 15 июля — дивизионным генералом в Армии берегов Ла-Рошели.
Храбрость Россиньоля в боях с повстанцами, сопровождавшихся многочисленными эксцессами против пленных, которых не считали комбатантами, и мирного населения, завоевала ему прозвище «Старшего сына Отечества». На военном совете, собранном ради совместных действий Армии берегов Ла-Рошели и Армии берегов Бреста (командующий генерал Канкло), Россиньоль предлагает присоединить к его армии части Майнцской армии, прибывшей с Рейна, но командиры последней отказываются интегрироваться в состав его армии, «абсолютно опозоренной в глазах Европы» (своими репрессиями против мирного населения). В итоге Россиньоль 22 августа был отстранён от командования представителями Конвента Леонаром Бурдоном и Филиппом-Шарлем-Эме Гупийо и покидает армию, но благодаря поддержке Дантона, Робеспьера и Эбера возвращён и назначен командующим Армии берегов Бреста вместо Конкло. 
Против вандейцев действуют несколько армий, которые то воюют отдельно друг от друга, то сводятся вместе. Россиньоль последовательно занимает посты командующего практически всеми армиями: 11 ноября назначен командующим Западной армией, 18 ноября одновременно возглавил Армию берегов Шербура. В начале декабря 1793 года в связи с поражениями отставлен от командования этими армиями. 27 апреля 1794 года после разногласий с членом Комитета общественного спасения и представителем в миссии Бийо-Вареном и из-за его связей с лидерами Клуба кордельеров, ранее гильотинированых, он был освобожден от командования Армией берегов Бреста и заменен генералом Муленом. С 6 мая был в отставке и проживал в Орлеане, где 2 августа, через несколько дней после Термидора, был заключен в тюрьму как робеспьерист. Россиньоль был освобожден только 25 октября 1795 года благодаря всеобщей амнистии.
Скомпрометированной в Заговоре равных Гракха Бабефа (последний рассчитывал на его влияние в предместье Сен-Антуан), Россиньоль был заключен в тюрьму с 11 мая 1796 по 27 апреля 1797 гг., но сумел оправдаться перед судом, после чего ненадолго вернулся в армию. После переворота 18 брюмера Бонапарт изгнал его из Парижа, а в 1802 году приказал депортировать «Старшего сына Отечества» на французские Сейшельские острова. Там он стал вождём сосланных якобинцев и вступил в конфликт с местными французскими поселенцами, которые посадили его в баркас вместе с 32 товарищами по партии и 3 неграми (степень вины которых неизвестна) и отправили в открытое море. Пристав к побережью Коморских островов, которые в те времена представляли собой конгломерат независимых султанатов, Россиньоль договорился с правителем острова Анжуан, что тот позволит им сойти на берег в обмен на ружья и помощь в войне против Мадагаскара. Однако нездоровый климат острова подкосил большинство соратников Россиньоля. Он сам и 20 его единомышленников скончались на Коморах в течение нескольких первых дней пребывания там.
Однако население бедных парижских предместий, по некоторым данным, ещё долгое время отказывалось верить в конец своего героя. В годы Реставрации о нём был издан четырёхтомный приключенческий роман «Робинзон из предместья Сент-Антуан», который представил его в облике харизматического вождя племени африканских дикарей. Шатобриан в своих воспоминаниях приводит последние слова Россиньоля: «Я умираю, обремененный  ужасными муками; но я бы умер счастливым, если бы узнал, что тиран моей Родины, Наполеон Бонапарт, чувствует себя ничуть не лучше».